# Christina Chong
Christina Chong, född 18 september 1983 i Enfield, London, är en brittisk skådespelare.
Chong har bland annat medverkat i TV-serierna Heirs of the Night (2019-2020) Line of Duty (2014-2021) och Star Trek: Strange New Worlds från 2022. Hon har även medverkat i filmen Tom & Jerry från 2021.

## Filmografi (i urval)
- 2014-2021: Line of Duty
- 2019-2020: Heirs of the Night
- 2021: Tom & Jerry
- 2022: Star Trek: Strange New Worlds